# Gerhard Lilliestierna
Anders Gerhard Lilliestierna, född 15 maj 1951 i Mariestad i Skaraborgs län, är en svensk militär.

## Biografi
Lilliestierna blev fänrik i Armén 1972. Han befordrades till löjtnant 1974, kapten 1977, major 1983, överstelöjtnant 1991 och överste 1995.
Lilliestierna inledde sin militära karriär i Armén vid Roslagens luftvärnsregemente (Lv 3). Åren 1987–1989 tjänstgjorde han vid generalstabskåren. Åren 1989–1991 var han chef för Informationsavdelningen (även benämnd som Pressavdelningen) vid Arméstaben. Åren 1992–1995 var han chef för Fallskärmsjägarskolan. Åren 1995–2000 var han chef för Roslagens luftvärnskår (Lv 3). Åren 2000–2011 tjänstgjorde han vid Militära underrättelse- och säkerhetstjänsten.